# محاكمة صدام حسين

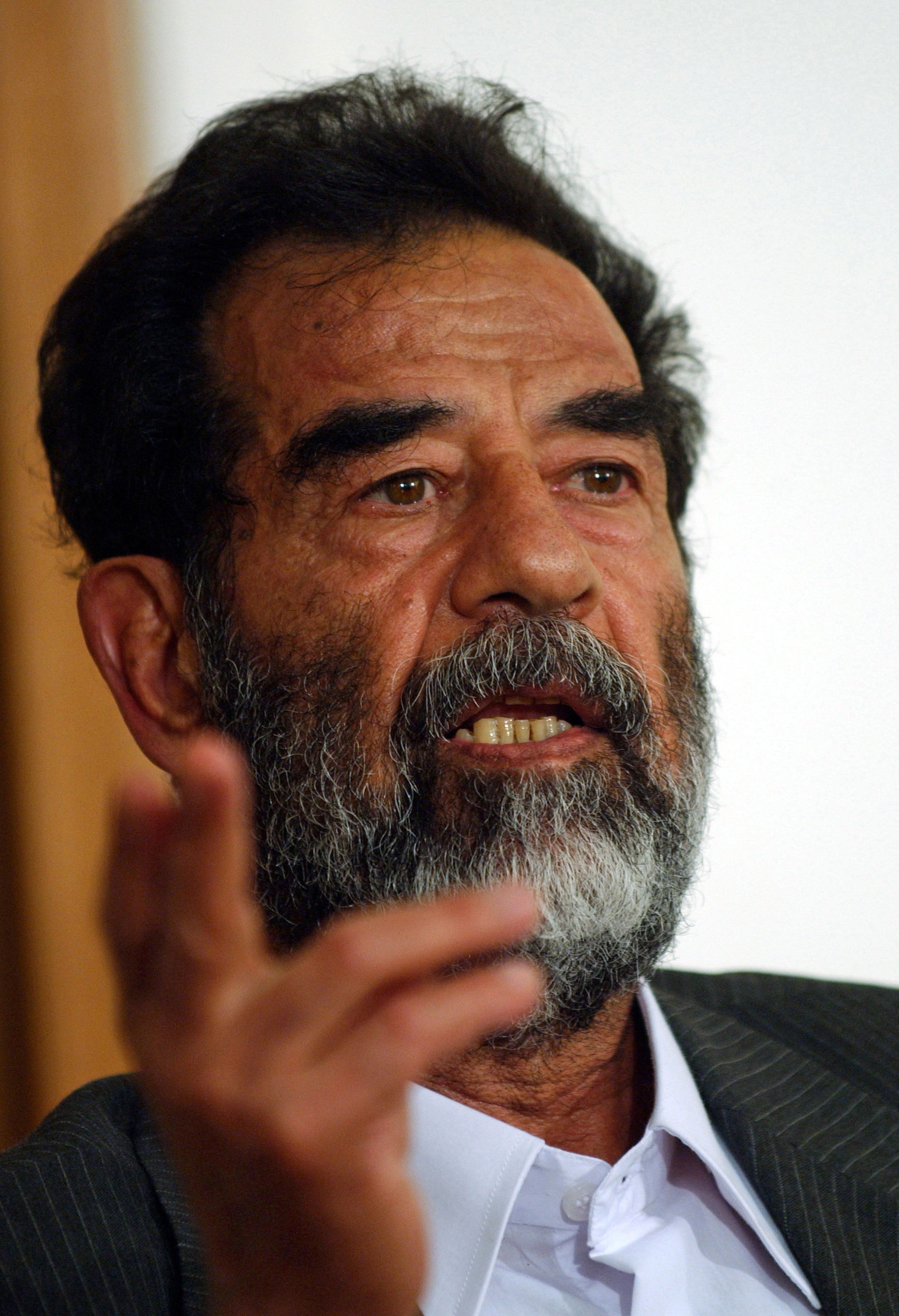
صدام حسين في محاكمته في يوليو 2004.

محاكمة صدام حسين يقصد بها محاكمة الرئيس العراقي السابق صدام حسين من قبل المحكمة الجنائية المختصة في العراق أثناء حرب العراق لتهم انتهاك حقوق الإنسان الموجهة إليه في إطار الإجراءات التي تعرضت لها بلدة الدجيل في عام 1982 بعد تعرض موكب صدام أثناء مروره بهذه البلدة إلى محاولة اغتيال فاشلة نظمت من قبل حزب الدعوة الإسلامية في العراق والذي كان معارضاً لحكومة صدام حسين، وكان من شأن ثبوت التهم أن يحكم على صدام حسين بالإعدام شنقاً حتى الموت وهو ما حدث.
قبل المحاكمة وتحديداً في 30 يونيو 2004 تم تسليم الرئيس العراقي السابق مع 11 مسؤولاً بارزاً في حزب البعث «بصورة قانونية» - وليس بصورة عملية - من قبل القوات الأمريكية التي تعتقله في معسكر كروبر - Camp Cropper - بالقرب من مطار بغداد الدولي إلى الحكومة العراقية المؤقتة لغرض محاكمتهم في قضايا «جرائم حرب» و«انتهاك لحقوق الأنسان» و«إبادة جماعية».

## قبل المحاكمة

### أحداث جرت
في 18 يوليو 2005 تم توجيه الاتهام رسمياً من قبل المحكمة الجنائية المختصة في العراق إلى صدام حسين بضلوعه بعملية «إبادة جماعية» لأهالي بلدة الدجيل في عام 1982. وفي 8 اغسطس 2005 قررت عائلة الرئيس العراقي السابق صدام حسين حل لجنة الدفاع التي كانت تتخذ من الأردن مركزاً لها واعطوا حق الدفاع إلى المحامي العراقي خليل الدليمي.
حاول فريق الدفاع مراراً قبل بدءالجلسات تأجيل المحاكمة لأسباب عزوها إلى عدم إعطاءهم الوقت الكافى لمراجعة ملفات القضية ولكن هذه المحاولات فشلت. ما أدى منظمة مراقبة حقوق الأنسان - Human Rights Watch - ومنظمة العفو الدولية إلى إبداء ملاحظات حول معايير المحكمة الجنائية المختصة التي حسب نظرهم قد لا ترتقي إلى مستوى المعايير الدولية وأبعدت الأمم المتحدة نفسها كلياً عن إجراءات المحاكمة لنفس الأسباب وللاحتمالية الكبيرة من صدور حكم الإعدام.

### جلسات التحقيق الابتدائية
سبقت المحاكمة جلسات تحقيق، وبثت في مقاطع فيديو عن حادثة الدجيل التي وقعت عام 1982 إبان الحرب العراقية الإيرانية عندما استهدفت حياة صدام أثناء مرور موكبه في المدينة حيث أطلق عليه الرصاص من بساتين مجاورة. تتضمن جلسات التحقيق الابتدائية محاكمة مع القاضي رائد جوحي وحدثت مشادة كلامية بين القاضي جوحي وصدام حسين حول قانونية وطريقة استجوابه. فقد حاول القاضي استجواب صدام حسين حول قضية الدجيل والتي حكم فيها باعدامه. ويشرح فيها صدام حسين كيف جرت عملية الدجيل وينفي علمه بالأجهزة التي اشتركت في اعتقال الأشخاص الذين استهدفوه ما أثار استغراب القاضي وتساؤلاته. وذكر القاضي رائد جوحي أن ثياب صدام حسين التي ظهر بها حينئذٍ لم تبلغ كلفتها 100 دولار.
وكان صدام نجا من محاولة اغتيال قام بها أفراد من حزب الدعوة الذي ينتمي إليه المالكي في الدجيل والتي تبعد حوالي 40 كلم شمال بغداد عام 1982 م وعلى أثر هذا الحادث اتهم صدام بتدمير بساتين القرية وقتل 148 من سكانها كرد قاس على محاولة اغتياله. واعتقل صدام في قاعدة عسكرية أمريكية واجبر خلال المحاكمات على الاستماع إلى متهميه يتحدثون عن سلسلة الجرائم التي ارتكبها نظامه إلى أن حكم عليه بالإعدام.

## المحاكمة

### قضية الدجيل
قررت المحكمة الجنائية المختصة في العراق تحديد يوم 19 أكتوبر 2005 موعداً لأول جلسات المحاكمة أي بعد 4 أيام من عملية الأقتراع على الدستور العراقي وقام الأدعاء العام في المحكمة الجنائية المختصة في العراق بتوجيه تهمة قتل 148 شخصاً من بلدة الدجيل بعد محاولة اغتيال فاشلة وقعت في 8 يوليو 1982 بتنظيم حزب الدعوة الإسلامية في العراق، تم توجيه نفس التهمة إلى الأشخاص المدرجة أسماءهم أدناه:

صدام حسين أثناء زيارته لبلدة الدجيل

- برزان إبراهيم التكريتي: شقيق صدام حسين وكان رئيس المخابرات العراقية في تلك الفترة.
- طه ياسين رمضان: كان نائب رئيس الجمهورية في تلك الفترة.
- عواد حمد البندر: كان يشغل منصب رئيس محكمة الثورة التي أصدرت الأحكام الصورية في أحداث بلدة الدجيل.
- عبد الله كاظم رويد المشايخي ومزهر عبد الله رويد المشايخي وعلي دايح علي ومحمد عزاوي علي: مسؤولون بارزون في حزب البعث في منطقة الدجيل أثناء محاولة الأغتيال الفاشلة.

الدجيل بلدة صغيرة معظم ساكنيها من الشيعة العراقيين تقع 40 ميلا شمال بغداد ويبلغ عدد ساكنيها حوالي 10,000 نسمة وكانت المدينة تعتبر من أحد مراكز القوة لحزب الدعوة الإسلامية الذي كان حزباً محظوراً في الثمانينيات أثناء وقوع عملية الاغتيال الفاشلة. في 8 يوليو 1982 قام رئيس العراق صدام حسين وفي خضم حرب الخليج الأولى بزيارة البلدة وأثناء مرور موكبه بالبلدة تعرض الموكب إلى إطلاقات نارية من قبل أعضاء في حزب الدعوة الإسلامية وتم تبادل لإطلاق النيران بين أعضاء الحزب وحرس حماية صدام.
بعد محاولة الاغتيال هذه وحسب إفادة الشهود - المشتكين - قامت قوات عسكرية وبأمر من صدام حسين بعمليات قتل ودهم واعتقال وتفتيش واسعة النطاق في البلدة وقتل أعدم على إثرها 143 من سكان البلدة من بينهم وحسب إفادة الشهود أطفال بعمر أقل من 13 سنة وتم حسب نفس الإفادات والوثائق التي عرضها الادعاء العام اعتقال 1,500 من سكان البلدة الذين تم نقلهم إلى سجون العاصمة بغداد وبعد ذلك إلى معتقل (ليا) في صحراء محافظة المثنى وتعرضوا خلال هذه الفترة حسب شهاداتهم إلى أقسى أنواع التعذيب الجسدي والنفسي وتم بعد ذلك إصدار قرار بتدمير وتجريف ما يقارب 1000 كم مربع من الأراضي الزراعية والبساتين المثمرة الواقعة في البلدة حسب الادعاء العام. ومن الجدير بالذكر أن الحكومة العراقية قامت بدفع تعويضات شكلية عن البساتين والأراضي الزراعية المتضررة بعد 10 سنوات من هذه الحادثة.
في 20 أكتوبر 2005 تم اختطاف وقتل سعدون الجنابي الذي كان محامي الدفاع عن عواد حمد البندر وفي 8 نوفمبر 2005 قتل عادل الزبيدي وعبد الله الكاظم رويد اللذان كانا محاميا الدفاع عن طه ياسين رمضان وتم في نفس المحاولة إصابة ثامر حمود الخزاعي محامي الدفاع عن برزان إبراهيم التكريتي بجروح مما حدى برئيس القضاة رزكار محمد أمين إلى تاجيل المحاكمة لغرض إيجاد محامين بدلاء.

## المحكمة الجنائية المختصة في العراق
تشكلت المحكمة الجنائية العراقية العليا في 10 أكتوبر 2003 بقرار من مجلس الحكم في العراق واعتبر القانون المحكمة مختصة «بالجرائم ضد الإنسانية» واعتبرها «مستقلة» و«لا ترتبط بأي جهة كانت» لقراءة الهيكل العام للمحكمة اقرا *، واختصت المحكمة بالجرائم المذكورة من فترة 1968 إلى 2003.
تشكل هذه المحكمة حسب قانون إدارة الدولة للفترة الأنتقالية التي اعتبرت كدستور مؤقت للعراق في فترة سلطة الائتلاف الموحدة وحاكمها بول بريمر. واعتبرت هذه المحكمة هجينا بين قوانين العدل الدولية والعراقية. تمتلك المحكمة حق محاكمة أي شخص عراقي الجنسية تم اتهامه ب«جرائم حرب» و«انتهاك لحقوق الأنسان» و«إبادة جماعية». وكان رزكار محمد أمين رئيساً للمحكمة في الجلسات السبع الأولى من المحاكمة الا انه قدم استقالته في 15 يناير 2006 بعد تعرضه لانتقادات عدة بسبب الطريقة التي ادار بها المحاكمة وعينت المحكمة الجنائية المختصة القاضي سعيد الهماشي رئيسا للمحكمة بدلا من رزكار أمين إلا أن الهماشي بدوره تم تنحيته من رئاسة لجنة القضاة في 23 يناير 2006 بسبب الأنتقادات التي وجهت له حول مزاعم بانتمائه إلى حزب البعث في السابق وتم تعيين القاضي الكردي رؤوف رشيد عبد الرحمن رئيسا للهيئة الأولى في المحكمة في 23 يناير 2006. وكان القاضي امين قد تعرض لانتقادات لما وصفه البعض «تساهله مع المتهمين». وتتكون الهيئة بالإضافة إلى الرئيس من 4 قضاة اخرين لم تعلن أسماءهم أو أي معلومات عتهم لأغراض أمنية. ورزكار محمد امين هو من مواليد مدينة السليمانية في شمال العراق عام 1957 من الكرد الذين وحسب وصف المحكمة ليست له ولم تكن له أي علاقات مع أي من الأحزاب السياسية الكردية، دخل محمد امين معهد القضاء العراقي عام 1990 وعين في منتصف التسعينيات كقاضى قضاة اقليم كردستان في شمال العراق (الجزء الذي كان تحت سيطرة الاتحاد الوطني الكردستاني) بامر من جلال طالباني.

قاطع جميع المتهمين الجلسة العاشرة في 2 فبراير 2006

وقد كان طريقة معاملة القاضي رؤوف رشيد عبد الرحمن للمتهمين مختلفة تماما عن طريقة رزكار محمد أمين حيث اتهمه البعض بانه غير حيادي ومتحامل على المتهمين لكونه من مدينة حلبجة التي تعرضت إلى قصف كيمياوي في نهاية الثمانينيات حيث قاطع صدام حسين وأربعة آخرين الجلسة التاسعة من المحكمة وكان قفص الأتهام وكراسي فريق الدفاع خاليا تماما في الجلسة العاشرة في 2 فبراير 2006 حيث قاطع الجميع الجلسة مطالبين بتغيير القاضي رؤوف عبد الرحمن أو نقل المحاكمة خارج العراق مما حدا بالقاضي إلى إعادة الجلسة في 13 فبراير 2006 واُجبر صدام حسين ومساعديه على حضور الجلسة الحادية عشر بالقوة ولكن فريق الدفاع ضل مصرا على قراره بمقاطعة الجلسات. ويعتبر رائد جوحي القاضي الأخر الذي يعرف عنه معلومات بسيطة وجوحي هو القاضي الذي اصدر مذكرة توقيف بحق مقتدى الصدر وجوحي الذي هو من مواليد عام 1971 والمعلومات عن انتمائه الطائفي متضاربة ولا يمكن التاكد منها في الوقت الحالي فالبعض يقولون انه من الشيعة العراقيين. بالإضافة إلى القضاة الخمس الذين يقومون بالمحاكمة هناك 9 قضاة استئناف ضمن نفس المحكمة وهذه ظاهرة فريدة لان محاكم الأستئناف عادة ماتكون عبارة عن محكمة أخرى ذات سلطات أعلى.
في بداية تشكيل المحكمة الجنائية المختصة في العراق تم تعيين سالم الجلبي كمسؤول عام للشؤون الأدارية للمحكمة ولكن سالم الجلبي الذي هو من اقرباء أحمد الجلبي ولكنه قدم استقالته في 18 سبتمبر 2004 وتم تعيين طالب الزبيدي في مكانه تم عين أخيرا عمار البكري رئيسا إداريا للمحكمة في 4 أكتوبر 2004.

### فريق الدفاع عن الرئيس العراقي السابق صدام حسين

خليل الدليمي أحد محامي صدام حسين، ومؤلف كتاب هذا ما حدث

يتألف فريق الدفاع عن صدام حسين من 22 محاميا ويتخذ من عمان عاصمة الأردن مقرا له ويترأس هذا الفريق المحامي الأردني زياد الخصاونة وقد عبر الخصاونة مرات عديدة عن «معاناة فريق الدفاع» حسب تعبيره في إجراء لقاءات مع صدام حسين وزعم الخصاونة أنه تعرض إلى تهديد بالاغتيال في مايو 2005 من قبل «جماعات مدعومة من إيران» حسب قوله.
و بسبب قوانين العدل العراقية التي لا تجيز لمحامي من خارج العراق بأن يكون المحامي الرئيسي لمتهم يحمل الجنسية العراقية فإن المحامي العراقي خليل الدليمي أنيطت به مسؤولية محامي الدفاع الرئيسي ويعتبر الدليمي العراقي الوحيد بين فريق الدفاع عن صدام حسين الذي يضم 22 محاميا. ومن الجدير بالذكر أن القانون العراقي يجيز تمثيل محامين غير عراقيين لمتهمين عراقيين شرط أن يكونوا كمستشارين للمحامي الرئيسي الذي يجب أن يكون عراقي الجنسية. وقد زعم الدليمي أيضا بتسلمه تهديدات متعددة بالاغتيال بضمنه رسالة تهديد ألقيت في منزله مفادها أن خلية انتحارية قد شكلت خصيصا لاغتياله. وقد أبدى الدليمى اعتراضاته من أنه لم يتم الإبقاء على هوية فريق الدفاع سرية بينما يتمتع أغلب محامي الادعاء بسرية تامة لضمان أمنهم.
من المحامين الأخرى ن في فريق الدفاع والذين يتواجدون في المحكمة ويقومون باستجواب الشهود والاستشارة من داخل المحكمة رامسي كلارك وزير العدل الأمريكي السابق من 1967 إلى 1969 الذي انضم إلى فريق الدفاع في نوفمبر 2005 وأيضا وزير العدل السابق في قطر، نجيب النعيمي الذي انضم إلى فريق الدفاع في 27 نوفمبر 2005.
من الجدير بالذكر انه كان هناك فريق دفاع آخر قبل هذا الفريق يتالف من 20 إلى 30 محاميا و 1000 إلى 1500 محامي راغب بالتطوع ولكن تم حل هذا الفريق من قبل عائلة الرئيس العراقي السابق. وكان هذا الفريق الذي تم حله برئاسة المحامي الأردني محمد رشدان وكان يضم محاميين عرب وأجانب أمثال عائشة القذافي نجلة الزعيم الليبي معمر القذافي وكيرتس دوبلر Curtis Doebbler من الولايات المتحدة وايمانويل لودوت Emmanuel Ludot من فرنسا ومارك هينزلين Marc Henzelin من سويسرا وجيوفاني ديستيفانو Giovanni di Stefano من المملكة المتحدة.

## الأبعاد السياسية للقضية الجنائية

### ردود الفعل العراقية والعربية والعالمية
تباينت ردود الفعل على المحاكمة في صفوف العراقيين فاعتبره البعض حلما طال انتظار تحقيقه واعتبره البعض أنه محاولة من الحكومات العراقية التي أتت بعد غزو العراق 2003 وجورج بوش لصرف النظر عن الوضع الأمني السيئ ونقص في الخدمات الأساسية وتهربا من مشاكل أكبر أهمية التي تسود العراق بعد 9 ابريل 2003. وخرجت مظاهرات تطالب بالإسراع بإصدار حكم الإعدام على صدام حسين وخاصة بين صفوف الأكراد في الشمال والشيعة في الجنوب وعلى العكس تماما خرجت مظاهرات مؤيدة لصدام حسين في مناطق وسط العراق تطالب بإطلاق سراحه وعودته إلى سدة الحكم في العراق.
عربيا طالبت الكويت بإعدام صدام حسين لكونه وحسب تعبيرها «مجرم حرب» ومن الجدير بالذكر أن صدام حسين قد دافع عن قراره باجتياح الكويت عام 1990 وقال «كيف تقول وأنت عراقي»غزو الكويت «بينما الكويت جزء من العراق؟» موجها سؤاله للقاضي. في السعودية ومصر اعتبر بعض المحامين صدام حسين أسير حرب والمحكمة الجنائية المختصة محكمة غير قانونية لكونها معينة من قوة احتلال. واعتقد البعض في الشارع العربي أنّ محاكمة الرئيس العراقي السابق أمر مثير للسخرية بسبب ما وصفوه بالتناقضات على أن يقوم الاحتلال بمحاكمة زعيم دولة يمثلها قانونا ودستورا بينما «لا أحد يتجرأ حتى ولو بكلمة واحدة اتجاه أمريكا وإسرائيل وهي تسرح وتمرح في العالم كيفما تشاء وتعطي لها الحق في كل شيء تفعله» حسب تعبيرهم.
عالميا أبدت منظمة مراقبة حقوق الأنسان Human Rights Watch ومنظمة العفو الدولية ملاحظات حول معايير المحكمة الجنائية المختصة التي حسب نظرهم "قد لاترتقي إلى مستوى المعايير الدولية وأبعدت الأمم المتحدة نفسها كليا عن اجراءات المحاكمة لنفس الأسباب وللاحتمالية الكبيرة من صدور حكم الإعدام. وشهدت بعض الدول مظاهرات تطالب بإطلاق سراح صدام حسين منها على سبيل المثال مظاهرة في بنغلاديش في 20 أكتوبر 2005 وطالبوا بمحاكمة جورج بوش وطوني بلير بدلا من صدام حسين.

### الرد الأمريكي
وكانت الولايات المتحدة قد رحبت بقرار محكمة التمييز العراقية تصديق الحكم بإعدام صدام حسين في قضية الدجيل. وقال المتحدث باسم البيت الأبيض سكوت ستانزل إن يوم التصديق على قرار الإعدام "يمثل علامة مهمة على طريق جهود الشعب العراقي لاستبدال حكم القانون بحكم طاغية، الشعب العراقي يستحق الإشادة لمواصلته استخدام مؤسسات الديمقراطية في تحقيق العدالة، لقد حصل صدام حسين على الإجراءات الواجبة قانونا وعلى حقوقه القانونية التي حرم الشعب العراقي منها لفترة طويلة لذا فهذا يوم مهم للشعب العراقي. وقد حثت الحكومة الهندية على تخفيف الحكم على صدام حسين، وعبرت عن مخاوفها من تأخر عودة السلام للعراق.
قال صدام حسين إنه جاهز للموت فداء للعراق، وحث العراقيين على التوحد لمواجهة الأعداء، ففي رسالة كتبها في زنزانته في السجن في نوفمبر قال صدام إن موته سيجعله «شهيداً حقيقياً». وقال صدام في رسالته: أقدم نفسي قربانا، إن شاء الله، سيجعلني بين الرجال الحقيقيين والشهداء. وقال محاميه خليل الدليمي لبي بي سي إن الرسالة كتبها صدام عند إصدار حكم الإعدام بحقه في الشهر الماضي.

## الانتقادات الموجهة إلى المحكمة
هناك عدد من الانتقادات من أطراف عراقية وعربية وعالمية موجهة لعملية محاكمة صدام حسين يمكن اختصارها بالنقاط التالية:
- اختيار قضية ثانوية ذو بعد محلي وهي قضية الدجيل الذي تعتبر قضية صغيرة الحجم والأبعاد إذا قورنت بقضايا أكبر حجما وذو ابعاد إقليمية مثل حرب الخليج الأولى وحرب الخليج الثانية واستعمال الأسلحة الكيمياوية في حلبجة شمال العراق. اعتبر البعض اختيار هذه القضية بنيت على اقتراحات من الولايات المتحدة ولم تبنى على أولويات وقناعات الشارع العراقي وكان الهدف منها هو الأبتعاد عن القضايا التي تبرز تورط الولايات المتحدة ودول أوروبية كبرى في دعم صدام حسين وبناء ترسانته العسكرية من الأسلحة الكيمياوية والبايلوجية للحيلولة دون نقل المحكمة إلى محكمة العدل الدولية في لاهاي. بينما تعتبر مصادر من المحكمة الجنائية المختصة في العراق أن هذه القضية هو القضية التي يمكن اثباتها على التهمين لوجود ادلة ووثائق تبرهن صلة ربط صدام حسين شخصيا بأحداث الدجيل.
- اعتبر البعض المحكمة محكمة غير شرعية أساسا لأنها تشكلت بقرار من مجلس الحكم في العراق الذي كان تحت هيمنة سلطة الائتلاف الموحدة وحاكمها بول بريمر وكان العراق في تلك الفترة الزمنية دولة محتلة حسب تعريف الأمم المتحدة للحالة في العراق. وقد صدر قانون تشكيل المحكمة حسب بند في قانون إدارة الدولة للفترة الأنتقالية الذي كان مجرد مسودة دستور ولم يكن دستورا دائميا. المحكمة الجنائية المختصة من جهتها تعتبر نفسها محكمة شرعية تشكلت بقانون عراقي استنادا على دستور عراقي.
- الفوضى الذي يسود معظم اجواء المحاكمة حيث يبدوا المتهمون في بعض الأحيان مسيطرين على اجواء المحكمة والقضاة يبدون كمتهمين ويرجع هذا إلى هيكلية المحكمة الجنائية المختصة والتي هي هجين أو خليط من القوانين العراقية والعالمية ولايتوفر خبرة أو ممارسة كافية للقضاة في مثل هذا الهجين القضائي. على سبيل المثال في قوانين العدل العراقية لا يُسمح للمتهم على الإطلاق بمناقشة الشهود أو مناقشة القاضي بل لا يُسمح حتى للمحامي عن المتهم بمناقشة الشهود وانما تتم هذه العمليات كلها من قبل القاضي الذي له دور رئيسي ومركزي في إدارة الجلسات. في هذه المحكمة بإمكان المتهم والمحامي عنه مناقشة الشهود وهي ظاهرة غريبة ودخيلة على القضاء العراقى. يعزوا البعض هذه الظاهرة إلى محاولة المحكمة بإعطاء انطباع بانها تستعمل المعايير الدولية. ومن الجدير بالذكر ان قضاة المحكمة الجنائية المختصة تلقوا تدريبات خارج العراق من قبل مختصين عدليين أمريكيين.
- السيطرة على البث التلفزيوني للمحاكمة حيث تشرف عليها شركة أمريكية ولايتم النقل حيا على الهواء وانما بتأخير قدره 20 دقيقة ويتم قطع لقطات معينة منها وخاصة عندما يتكلم المتهمون حيث لم يحصل أي قطع للبث لحد الآن أثناء افادة الشهود (المشتكون) تعتبر المحكمة هذا الأجراء مناسبا لأسباب أمنية بينما يعتبره البعض محاولة لتزوير التاريخ.

## الحكم باعدام صدام

صدام يبدي اعتراضة في المحكمة.

في 5 نوفمبر 2006 اصدرت المحكمة الجنائية العراقية العليا قرارها القاضي بالإعدام شنقا على صدام حسين، كذلك اصدرت نفس حكم الإعدام شنقا على برزان إبراهيم الحسن مدير جهاز المخابرات السابق وعواد حمد البندر السعدون رئيس محكمة الثورة الملغاة. أما طه ياسين رمضان فقد حكم عليه بالإعدام شنقا. بالنسبة لباقي المتهمين بالقضية فقد حكم على علي دايح وعبد الله كاظم رويد ومزهر عبد الله بالسجن 15 عاما، كما افرجت عن المتهم محمد عزاوي لعدم كفاية الادلة.

### انتقادات للحكم
يذكر أن الكثيرين وجهوا انتقادات شديدة لمحاكمة الرئيس العراقي السابق باعتبارها ضرباً من الانتقام يمارسه الأمريكيون المنتصرون واستشهدوا لاثبات حجتهم بالاهتمام الكبير الذي اولته الولايات المتحدة لهذه المحاكمة. اما محامو صدام فقد اتهموا الحكومة العراقية بالتدخل في سير المحاكمة. كما هاجم محاموا الرئيس العراقي السابق توقيت النطق بالحكم الذي جاء متزامنا مع توجه الأمريكيين إلى صناديق الاقتراع للادلاء باصواتهم في الانتخابات النصفية للكونغرس التي فاز فيها الديمقراطيون.
ومن الاعتراضات القانونية على المحاكمة، تولي قضاة ينتمون إلى جهات بينها وبين المتهم (صدام حسين) خصومة، وقيامهم بإصدار تعليقات تحمل أحكاما مسبقة مثل استخدام لفظ «ضحايا أبرياء» لوصف المدعين ضد المتهم، وهو أمر لا يجيزه القانون وأصول المحاكمات والمرافعات.
منظمة هيومن رايتس ووتش الأميركية التي تعنى بحقوق الإنسان، والتي طالما اتهمت نظام الرئيس صدام بارتكاب جرائم ضد الإنسانية وكانت من أشد المناوئين له ولتوجهاته، عادت لتعطي رأيها القانوني في المحاكمة التي وصفتها بأنها قد «أديرت من قبل قضاة غير محايدين وفي محكمة أثبتت الإجراءات فيها بأنها تفتقر إلى معرفة أساسيات المحاكمة العادلة».
أما اختيار صبيحة عيد الأضحى -العاشر من ذي الحجة 1427 للهجرة الموافق 30 ديسمبر/كانون الأول 2006 للميلاد- لتنفيذ الحكم رغم عدم استنفاد المدة القانونية للتنفيذ وهي 30 يوما بعد تمييز الحكم، فقد لاقى استياء شعبيا واسعا داخل وخارج العراق، كما أثار انتقادات قانونية لمخالفته القانون العراقي الذي ينص على عدم تنفيذ حكم الإعدام في العطل الرسمية والأعياد الدينية على المحكوم عليه.

### تثبيت حكم الإعدام
في 26 ديسمبر 2006 أصدرت الهيئة التمييزية في المحكمة الجنائية العراقية العليا قرارها القاضي بتثبيت حكم الإعدام على صدام حسين وبرزان إبراهيم وعواد حمد البندر وأوصت بتشديد الحكم على طه ياسين رمضان وهكذا أصبح لزاما على الحكومة العراقية تنفيذ حكم الإعدام شنقا على صدام ورفاقه خلال ثلاثين يوما تبدأ في 26 ديسمبر 2006.

### تنفيذ حكم الإعدام
في الساعة الخامسة وخمسة واربعين دقيقة من فجر يوم السبت الموافق 30 ديسمبر 2006 م الموافق للعاشر من شهر ذي الحجة 1427 هـ - في اليوم الأول من عيد الأضحى المبارك - تم تنفيذ حكم الإعدام شنقا على الرئيس العراقي السابق صدام حسين. وبُثت مقاطع مسربة من عملية الإعدام على العديد من القنوات الفضائية.